# Sønder Vium (parochie)
Sønder Vium is een parochie van de Deense Volkskerk in de Deense gemeente Ringkøbing-Skjern. De parochie maakt deel uit van het bisdom Ribe en telt 501 kerkleden op een bevolking van 533 (2004). 
De parochie was tot 1970 deel van Nørre Horne Herred. In dat jaar werd de parochie opgenomen in de nieuwe gemeente Egvad. Deze ging in 2007 op in de fusiegemeente Ringkøbing-Skjern.
Abild · Ådum · Agerbæk · Agerskov · Ål · Alslev · Andst · Ansager · Årre · Arrild · Askov · Åstrup · Bække · Ballum · Bedsted · Billum · Blåhøj · Bølling · Børsmose Kirkedistrikt · Bramming · Brande · Branderup · Brede · Brejning · Brøns · Brørup · Bryndum · Bur · Burkal · Bylderup · Daler · Darum · Dejbjerg · Døstrup · Egvad · Emmerlev · Emmerske Kirkedistrikt · Fåborg · Farre Kirkedistrikt · Farup · Faster · Filskov · Finderup Kirkedistrikt · Fjelstervang Kirkedistrikt · Folding · Fole · Føvling · Gadbjerg · Gammel · Gesten · Give · Givskud · Gjesing · Gørding · Gørding · Gram · Grene · Grimstrup · Grindsted · Grundtvigs · Guldager · Hanning · Haurvig Kirkedistrikt · Hee · Hejnsvig · Hemmet · Henne · Herborg · Hjerpsted · Hjerting · Hjerting · Hjortlund · Ho · Hodde · Højer · Højst · Holmsland Klit · Holsted · Horne · Hostrup · Hostrup · Hovborg Kirkedistrikt · Hoven · Hover · Hunderup · Husby · Hviding · Janderup · Jerne · Jernved · Johanneskirken Kirkedistrikt · Kalvslund · Kvaglund · Kvong · Læborg · Langelund Kirkedistrikt · Lem Sydsogns Kirkedistrikt · Lindeballe · Lindknud · Lintrup · Løgumkloster · Lønborg · Lønne · Lunde · Lydum · Lyne · Lyngvig Kirkedistrikt · Madum · Malt · Mandø · Mjolden · Møgeltønder · Mosevrå Kirkedistrikt · Næsbjerg · No · Nollund Kirkedistrikt · Nordby · Nørre Bork · Nørre Løgum · Nørre Nebel · Nørre Omme · Nørre Vium · Nørup · Ny · Obbekær · Oksby · Ølgod · Ølstrup · Øse · Øster Lindet · Øster Nykirke · Ovtrup · Randbøl · Randerup · Ravsted · Rejsby · Ribe Domsogn · Rindum · Ringive · Ringkøbing · Roager · Rødding · Rømø · Rousthøje Kirkedistrikt · Sædden · Sædding · Sankt Katharine · Sankt Knuds Kirkedistrikt · Sankt Peders Kirkedistrikt · Seem · Skads · Skærbæk · Skærlund Kirkedistrikt · Skjern · Skjoldbjerg Kirkedistrikt · Skodborg · Skovlund · Skrave · Skrydstrup · Sneum · Sønder Bork · Sønder Borris · Sønder Hygum · Sønder Lem · Sønder Nissum · Sønder Omme · Sønder Skast · Sønder Vium · Sønderho · Spandet · Staby · Stadil · Stauning · Stenderup · Stenderup Kirkedistrikt · Strellev · Tarm · Thorstrup · Thyregod · Tim · Tinglev · Tirslund · Tistrup · Tjæreborg · Toftlund · Tønder · Torsted · Treenigheds · Troldhede · Ubjerg · Uhre Kirkedistrikt · Ulfborg · Urup Kirkedistrikt · Væggerskilde Kirkedistrikt · Varde · Vedersø · Veerst · Vejen · Vejrup · Velling · Vemb · Vester · Vester Nebel · Vester Nykirke · Vester Starup · Vester Vedsted · Vesterhede Kirkedistrikt · Videbæk · Vilslev · Visby · Vodder · Vonge Kirkedistrikt · Vor Frelser · Vorbasse · Vorgod · Vorslunde Kirkedistrikt · Zions